# Върхов Дол
Върхов Дол (на словенски: Vrhov Dol) е село в Словения, Подравски регион, община Марибор. Според Националната статистическа служба на Република Словения през 2002 г. селото има 79 жители.